# Perissommatidae
Perissommatidae zijn een familie uit de orde van de tweevleugeligen (Diptera), onderorde muggen (Nematocera). Wereldwijd omvat deze familie 5 genera en 9 soorten.